# Classe Comandante Marriog

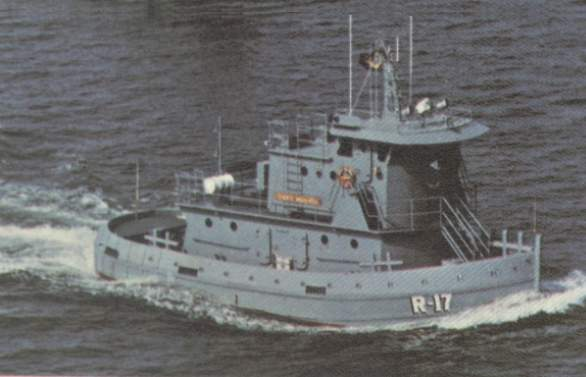
Rb Tenente Magalhães (R-17)
Classe Comandante Marriog.

Classe Comandante Marriog é uma classe de rebocadores de porto, que servem na Marinha do Brasil desde 1981.

## Origem
Originária dos Estados Unidos os navios foram construídos no estaleiro Turn-Ship Ltd.

## Lista de Navios
- Rb Comandante Marriog (R-15)/BNRJ 03
- Rb Comandante Didier (R-16)/BNRJ 04
- Rb Tenente Magalhães (R-17)/BNRJ 05
- Rb Cabo Schramm (R-18)/BNRJ 06

## Características
- Deslocamento: 115 ton (plena carga)[2]
- Comprimento: 19,8 m
- Boca: 7,0 m
- Calado: 2,0 m
- Velocidade: 10 nós
- Motorização: 2 motores G.M.  diesel gerando 640 bhp
- Armamento: desarmado
- Equipamentos: Radar de navegação e maquina de reboque
- Tripulação: 6 homens